# 上寮里 (高雄市)
上寮里，位於高雄市大寮區東部的一個里，北以琉球里為鄰，西與三隆里為鄰，南和大寮里相鄰，東則隔高屏溪與屏東縣萬丹鄉。萬大工業區位於境內。

## 地名由來
早期下淡水溪（高屏溪）西部土質肥沃適合耕種，當地住民建置草藔開墾，逐漸形成幾個聚落，有溪埔寮、頂大寮、下大寮及潮州寮，而頂大寮就是現今上寮里。

## 歷史
1920年全臺行政區劃大改制，原小竹上里所轄之磚仔磘庄、翁公園庄、山仔頂庄，及小竹下里所轄的拷潭庄、赤崁庄、大藔庄合併成立大寮庄，隸屬高雄州鳳山郡。
1946年（民國35年），大寮庄改制為大寮鄉，屬於高雄縣；其下屬的大寮則分拆為上寮村（頂大寮）、大寮村（下大寮、後壁寮）及三隆村（芎蕉腳、考潭寮、洪厝埕）三個村。2010年12月25日五都改制，上寮村改為高雄市大寮區上寮里。

## 交通
- 省道台29線：沿著高屏溪經大發工業區的主要道路。
- 高70線(農場路)：三隆路、上寮路。起端接省道台25線力行路、鳳林三路，經三隆里，終點上寮路岔路口接高75線，端省道台21線。
- 高75線：上寮路、大寮路、周廣街、大明街、光華路、華二街。
- 上寮路:起端接大寮路，終點為農場路，為上寮聚落主要地區。[5]

## 產業
本村居民以農業為主，為典型農村社區型態。
近年高雄市政府位於高屏溪河畔開發和發產業園區，大發園區及和春園區皆位於本里。

## 人文
信仰以佛教、道教、天主教、基督教為主，以道教為多，如慈誠宮、德善堂。

## 教育
- 區立上寮托兒所
- 私立和春技術學院

## 外部連結
- 大寮區公所
- 大寮戶政事務所人口統計